# 阿爾科 (阿肯色州)
阿爾科（英語：Alco）是位於美國阿肯色州斯通縣的一個非建制地區。該地的面積和人口皆未知。

## 地理
阿爾科的座標為35°53′15″N 92°22′02″W / 35.88750°N 92.36722°W，而該地的平均海拔高度為341米（即1119英尺）。